# Waldmohr
Waldmohr là một đô thị ở huyện Kusel, bang Rheinland-Pfalz, nước Đức. Đô thị Waldmohr có diện tích 13,07 km². It is situated near the source of the river Glan, cự ly khoảng 15 km south-west of Kusel, và 10 km về phía bắc Homburg.
Waldmohr là thủ phủ của Verbandsgemeinde ("đô thị tập thể") Waldmohr.